# Cuando salga el sol
Cuando Salga el Sol es una telenovela infantil, de RCN Televisión, estrenada en febrero de 2009 en el horario de la tarde a las 16:00 y luego removida al horario prime de la Franja Infantil del Canal (Bichos), llegó a su final en diciembre del mismo año, tuvo cerca de 80 capítulos de transmitidos, pero tiene 40 capítulos de producción. En 2016 fue emitida en Honduras, donde tuvo el nombre "Hasta Cuando Salga el Sol".

## Historia
Carla, luego de descubrir con ayuda de su hermana Mercedes, que su esposo Hernán tenía otra familia y que la había engañado durante 15 años, decide separarse e irse a vivir con sus tres hijos al parque Panaca, donde trabaja Benjamín, su padre, con quien no tiene una muy buena relación. Al inicio las cosas no son fáciles, pero al pasar los días, todos se van familiarizando con el campo, Carla y Benjamín recuperan el tiempo perdido y empiezan a rescatar la relación entre hija y padre.
Toñito asume mejor la situación al punto que su relación con los animales pasa de vocacional a misteriosa, tanto que la gente dice que tiene un don muy especial; que se comunica con los animales, los entiende y por lo tanto también posee la facultad de traducirlos. Entre tanto Agustín, el Ingeniero en jefe de Panaca, busca la manera de convencer a Benjamín de que se jubile para controlar el parque, argumentando que un hombre tan viejo no es productivo en el lugar. Pero esto ocasiona que la familia se una más y empiecen a trabajar juntos para evitar que Benjamín se vaya. 
Todos alimentan animales, limpian establos, ordeñan vacas, chivas, ayudan en partos complicados, etc., y con la facultad que tiene Toñito de hablar con los animales, la relación de trabajo con su abuelo Benjamín – quien es el único que le cree -, es excelente. Durante uno de esos días de trabajo Carla conoce al Doctor Gutiérrez, el director de Panaca, cuando este rescata a sus hijas de un carruaje halado por caballos desbocados. A partir de ese momento, los encuentros entre ellos no son casuales, lo que molesta mucho a Toñito, a Daniel, el hijo del doctor, pero especialmente a Doña Eugenia, la hermana de Agustín, pues ella está obsesionada con ser la nueva esposa del Doctor, a tal punto que ya ha confeccionado el vestido de bodas. 
Ahora, los planes de los hermanos Bueno de hacer que Reinaldo se jubile y que Doña Eugenia se case con el Doctor Gutiérrez para tener el control total del parque, se pone en peligro. El plan de Agustín de hacer experimentos de alteración genética con el objetivo de industrializar la reproducción animal se verá afectado, pero no por mucho, pues al parque llegará Boris Ivanov, un aliado que le ayudará a cristalizar sus malignos sueños.

## Personajes
Carla Campo (Noelle Schonwald) - Madre de la familia Campo. Bonita y esbelta. La mejor madre del mundo. Es asmática, de temple fuerte, clara y directa, pero muy tierna con su familia. Ha sido la mediadora entre su padre Reinaldo y su hermana Mercedes. Se separa de su esposo y va con sus hijos a la finca de familia adonde vuelve a encontrar un amor del pasado, Eduardo,
Sarita Parra Campo (Liz  Barbosa) - Se viste y maquilla de manera alternativa. Es traviesa, astuta, vanidosa, arriesgada, realista, y por encima de todo desequilibrada. Es compasiva con los animales, pero no cree en el don de su hermano. Le gusta hacer todo rápido aunque lo haga mal. Oculta que le preocupa su gordura, lo que la llevará a enfrentar la bulimia.
Carolina Parra Campos (Greicy Rendón Ceballos) - Es bonita y le gusta vestir a la moda. Es inteligente, soñadora, curiosa y les tiene fobia a los animales. Le cuesta hablar de sus sentimientos en público, por eso escribe un diario que guarda con recelo. Buena amiga de su hermana Sarita y sobre protectora con su hermano menor Toñito.
Toñito Parra Campo (Sebastián Gutiérrez Leal) - Hijo de Carla. Siente premoniciones que después ocurren. Es retórico, malgeniado, curioso, estudioso, intuitivo, individualista, posesivo, y machista heredado por la educación paterna. Prefiere más a su padre que a su madre.
Daniel Gutiérrez (Francisco Restrepo) - Es hijo del doctor Eduardo Gutiérrez con quien no tiene una buena relación. Es vanidoso, frívolo, abusador, clasista, manipulador, humillante con todos menos con Mara. No le gustan los animales y estará en desacuerdo de la relación de su padre con Carla.
Boris Ivanos "El Patrón" (Rafael Martínez Suárez) - Nadie nunca le ha visto el rostro y tampoco se lo verán. Este extraño ser es quien contacta al Ingeniero Bueno para que cristalice su retorcida idea de convertir al parque agropecuario en un centro de clonación de especies.
Reinaldo Campo (Carlos Muñoz) - Abuelo de la familia Campo. Veterinario jefe del parque Agropecuario. Viejo alentado para sus años, atractivo, canoso, robusto, jovial, noble, generoso, paciente, consejero, pero terco y conservador. Viudo y amante de la naturaleza.
Eduardo Guitérrez "El Doctor" (Felipe Noguera) - Director del parque, atractivo, encantador, audaz, inteligente, responsable, comprometido y con un fino sentido del humor. Amante de la vida del campo. Su esposa desapareció dejándolo a cargo de su hijo Daniel.
Eugenia Bueno (Yuli Pedraza) - Hermana de Agustín, el ingeniero Jefe del parque. Solterona y enamorada secreta del Doctor Gutiérrez. Una mujer de rasgos fuertes, que lucha contra el paso del tiempo. Chismosa, envidiosa, hipócrita, manipuladora y materialista.
Agustín Bueno (Alberto León Jaramillo) - Hermano de doña Eugenia. Es calvo (pero usa bisoñé), sonámbulo, solterón, insensible, lambón, tiene ínfulas de grandeza, detesta a los niños y quiere sacarle provecho a los animales sin tener en cuenta las consecuencias.
Mercedes (Yesenia Valencia) - La hija menor de don Reinaldo, con quien no tiene unja buena relación, porque estudiando en el extranjero no alcanzó a llegar al entierro de su madre. Hermana de Carla, con quien es incondicional, y tía de Caro, Sarita, y Toñito.

## Reparto
- Noelle Schonwald es Carla.
- Felipe Noguera  es Doctor Gutiérrez.
- Carlos Muñoz † es Don Reynaldo.
- Alberto León Jaramillo es Agustín.
- Yuli Pedraza  es Eugenia.
- Rafael Martínez Suárez es Boris Ivanov – El Patrón.
- Greeicy Rendón Ceballos es Caro.
- Sebastián Gutiérrez Leal  es Toñito.
- Liz  Barbosa es Sarita.
- Francisco Restrepo es Daniel.
- Yesenia Valencia es Mercedes.
- Marcela Jiménez es Alejandra.
- Jhon Restrepo Angulo es Héctor.
- Ana Milena Vargas es Paulina.
- Inés Prieto es Aurora.
- Rebeca López es Asunción.
- Marisol Castaño Ortiz es Mara.
- Rodrigo Castro es Nene.
- Magdiel Rojas es Clemencia.
- Michael Santos es Hecticor.
- Katerine es Débora.
- Daniela Barrios es Cristina.
- María Emilia Kamper es Augusta.
- Cristian Santos es Alfredo.
- Karen Escobar † es La Huerfanita.
- Nicolás Augusto Cardona es Marranero.
- Cesar Vargas es Trabajador 1.
- Diego Ortiz es Celador.
- Paola Herrera es Secretaria del Dr. Gutiérrez
- Luis Tamayo es El Chamán.
- Jorge Camargo es Teniente Gómez.
- Alfonso Rojas es Petro.
- Carlos kaju es Estudiante 1.
- Anderson Barbosa es Estudiante 2.
- Gloria Echeverry es Rectora.
- Jesenia Martínez es Profesora 1.
- Carolina Higuera es Profesora 2.
- Isabel Chaparro es Empleada 1.
- Sandra Ariza es Juez.
- Pilar Álvarez es Chismosa.

### Voces de Animales
- Michelle Gutiérrez Leal  es Mono, Jombo y Gallina 2.
- Alejandra Lobelo  es Linda Lucia – Gallina 1 Gonzalo.
- Gonzalo Valderrama es Perseo, Eurípides y Napoleón Y Lázaro.
- John Bolívar es Napoleón y Lázaro.
- Magdiel Rojas es Gallina 3 y María Cecilia.
- Javier  es Caifás.

## Ficha Técnica
- Dirección - John Bolívar Acosta y William Barragán
- Producción Ejecutiva - Cláudia Fonseca y Marlon Rojas
- Libretos - Margarita Barrios, Manuel Gómez, Mónica Palacio Montaje - Erick Morris
- Script - Ivonne Niño y Carmena Mendigaña
- Fotografía - Iván Quiñonez, Francisco René Rodríguez
- Directora Asistente - Sulma Miranda
- Diseño de Arte - Andrés Felipe Caicedo
- Diseño de Vestuário - Valeria Jaramillo
- Arte y Vestuario - Jorge Hérnandez
- Maquiaje - Miriam Cristina Amaya
- Asistentes de Maquiaje - Lilian Gómez, Mauricio Neira, Emilse Vargas
- Producción de Rodaje - Jimmy Germán Pachón
- Ambientación - Orlando Flórez, Javier Eduardo Rozo
- Asistencia General - Inti Jimena Zamora